# نهر سيفيرن - كوينزلاند
نهر سيفيرن
نهر سيفيرن بالإنجليزية (Severn River): هو نهر صغير يوجد بكوينزلاند، أستراليا, ينبع من حديقة سنداون Sundown الوطنية حيث ينضم إلى نهر دومارسك Dumaresq بالقرب من جدول تنترفيلد Tenterfield, يلاحظ على أن نهر سيفرن هو المصدر الرئيسي لنهر دارلينج, نهر سيفيرن هو واحد من الأنهار الحدودية ويجب عدم الخلط بينه وبين نهر بنفس الاسم في نيوساوث ويلز والذي يتدفق مباشرة إلى نهر ماكنتاير.
مترجم من http://en.wikipedia.org/wiki/Severn_River_%28Queensland%29